# 全日本バレーボールトップリーグ9人制
全日本バレーボールトップリーグ9人制（ぜんにほんバレーボールトップリーグきゅうにんせい、通称「V9チャンプリーグ」）は、日本の9人制バレーボールにおけるトップリーグである。2015年に第1回リーグが開催された。
2015年から2024年のリーグ名称は全日本9人制バレーボールトップリーグ。

## 経緯
9人制バレーボール競技は国民体育大会が2010年をもって廃止となり、以後は群馬銀行に見られる6人制への移行などにより、チーム数が減少し閉塞感が漂った。この状況を打破すべく、「9人制バレーボールの一層の普及と発展を目指す」として、メジャースポーツに欠かせないトップチームによるリーグ戦を開催することが急ピッチで決定した。主催は日本実業団バレーボール連盟、日本クラブバレーボール連盟。後援は日本バレーボール協会。こうして2015年5月2日、男子は住友電工大阪製作所体育館で、女子はかぎん（鹿児島銀行）体育館で開幕試合が行われた。
第1回女子リーグは、パナソニックESブルーベルズが初代女王に輝いた。
2015年10月まで行われた男子リーグは住友電工が初代王者となった。

## 日程
2015年の第1回リーグの開催日程は下記の通り。
- 男子 : 2015年5月2日 - 10月25日
- 女子 : 2015年5月2日 - 6月7日

## 試合方式
出場8チームによるシングルラウンドロビン（1回戦総当たり）。
順位決定方式は、
1. 勝ち数
2. セット率
3. 得失点差

により決定する。

## 入替戦
7位・8位となったチームは入替戦出場チーム決定戦を勝ち上がった2チームと入替戦を行い、来季の出場権を競う。

## 第1回参加チーム
第1回リーグに参加した男女各8チームは次の通り。
| NO. | チーム名       | 本拠地         |
| --- | -------------- | -------------- |
| 1   | 中部徳洲会病院 | 沖縄県沖縄市   |
| 2   | JFE西日本      | 広島県福山市   |
| 3   | おかやま       | 岡山県浅口市   |
| 4   | 富士通         | 兵庫県明石市   |
| 5   | 住友電工       | 大阪府大阪市   |
| 6   | JT東京         | 東京都渋谷区   |
| 7   | 横河電機       | 東京都武蔵野市 |
| 8   | サンデン       | 群馬県伊勢崎市 |

| NO. | チーム名                   | 本拠地           |
| --- | -------------------------- | ---------------- |
| 1   | 鹿児島銀行                 | 鹿児島県鹿児島市 |
| 2   | 日田検診                   | 大分県日田市     |
| 3   | マツダ                     | 広島県府中町     |
| 4   | 富士通テン                 | 兵庫県神戸市     |
| 5   | パナソニックESブルーベルズ | 大阪府門真市     |
| 6   | イビデン                   | 岐阜県大垣市     |
| 7   | 山梨中央銀行               | 山梨県甲府市     |
| 8   | パイオニア                 | 埼玉県川越市     |

## 歴代優勝/準優勝チーム
| 回 | 年度   | 男子           | 男子           | 女子                       | 女子                           |
| -- | ------ | -------------- | -------------- | -------------------------- | ------------------------------ |
| 回 | 年度   | 優勝           | 準優勝         | 優勝                       | 準優勝                         |
| 1  | 2015年 | 住友電工       | 中部徳洲会病院 | パナソニックESブルーベルズ | 富士通テン                     |
| 2  | 2016年 | 住友電工       | 中部徳洲会病院 | パナソニックESブルーベルズ | 富士通テンレッドフェニックス   |
| 3  | 2017年 | 中部徳洲会病院 | 住友電工       | パナソニックESブルーベルズ | 富士通テンレッドフェニックス   |
| 4  | 2018年 | 中部徳洲会病院 | 富士通         | パナソニックESブルーベルズ | 富士通テンレッドフェニックス   |
| 5  | 2019年 | 中止           | 中止           | パナソニックブルーベルズ   | マツダクロスナイン             |
| 6  | 2020年 | 中止           | 中止           | パナソニックブルーベルズ   | デンソーテンレッドフェニックス |
| 7  | 2021年 | 中部徳洲会病院 | 住友電工       | パナソニックブルーベルズ   | デンソーテンレッドフェニックス |
| 8  | 2022年 | 住友電工       | JFE西日本      | パナソニックブルーベルズ   | デンソーテンレッドフェニックス |
| 9  | 2023年 | 住友電工       | JFE西日本      | パナソニックブルーベルズ   | マツダクロス・ナイン           |
| 10 | 2024年 | JFE西日本      | 横河電機       | パナソニックブルーベルズ   | デンソーテンレッドフェニックス |

## 参加チーム(2025)

### 男子
| ファーストディビジョン \| NO. \| チーム名 \| 備考 \| \| --- \| ------------------------ \| -------- \| \| 1 \| JFE西日本 \| 前回優勝 \| \| 2 \| 横河電機 \| \| \| 3 \| 住友電工 \| \| \| 4 \| 中部徳洲会病院 \| \| \| 5 \| 富士通 \| \| \| 6 \| 日本無線 \| \| \| 7 \| リコーインダストリー東北 \| \| \| 8 \| 住友電工伊丹 \| 昇格 \| | セカンドディビジョン ※調整中 |          |
| NO. | チーム名                     | 備考     |
| 1 | JFE西日本                    | 前回優勝 |
| 2 | 横河電機                     |          |
| 3 | 住友電工                     |          |
| 4 | 中部徳洲会病院               |          |
| 5 | 富士通                       |          |
| 6 | 日本無線                     |          |
| 7 | リコーインダストリー東北     |          |
| 8 | 住友電工伊丹                 | 昇格     |

### 女子
| NO. | チーム名                       | 備考     |
| --- | ------------------------------ | -------- |
| 1   | パナソニックブルーベルズ       | 前回優勝 |
| 2   | デンソーテンレッドフェニックス |          |
| 3   | 鹿児島銀行レジオンウィングス   |          |
| 4   | マツダ クロス・ナイン          |          |
| 5   | イビデンレグルス               |          |
| 6   | パナソニック津アドバンス       |          |
| 7   | 日田検診ホワイトドルフィン     |          |
| 8   | セイコーエプソン               |          |

| NO. | チーム名                         | 備考     |
| --- | -------------------------------- | -------- |
| 1   | 東京東信用金庫ブルーラビッツ     |          |
| 2   | 東京女子体育大学                 |          |
| 3   | 日本女子体育大学                 |          |
| 4   | 大阪シティ信用金庫スカイアイビス |          |
| 5   | 日本体育大学                     |          |
| 6   | 関西福祉大学                     | 新規参戦 |